# Plecoptera dentilinea
Plecoptera dentilinea là một loài bướm đêm trong họ Erebidae.